# Pierre Lapin (streamer)
Pour les articles homonymes, voir Pierre Lapin (homonymie).
Pierre Lapin est un streamer, photographe, auteur, présentateur et vidéaste web français originaire de Larmor-Plage en Bretagne. Il exerce aujourd'hui son activité principalement sur la plateforme Twitch depuis 2013, sur sa propre chaîne ainsi qu'en tant que co-auteur et co-présentateur des émissions Laser Disc sur la chaîne d'Arte et 301 vues sur la Web TV LeStream. Il est également à l'origine de l'évenement caritatif Téléthon Gaming,, organisé chaque année en partenariat avec France TV pendant la période du Téléthon,.

## Biographie

### Jeunesse et formation
Pierre Lapin naît le 27 juin 1988 et grandit dans l'agglomération de Lorient, en Bretagne. Après l'obtention de son Baccalauréat, il entre aux Beaux-Arts de Lorient où il se familiarise avec la photographie, et plus particulièrement l'argentique et le noir et blanc. Il décide après cette année de quitter sa Bretagne natale et de s'installer à Paris pour s'approcher de la scène culturelle et musicale et poursuivre son projet de carrière.

### Photographie
Bien que la photographie de concert soit son domaine de prédilection, en arrivant à Paris il photographie pour des magazines culturels et féminins tels que Les Inrocks et Grazia. Grand fan de musique hardcore, il a l'occasion de photographier pour le festival Hellfest en 2010.
Il est actuellement photographe pour ARTE Concert et présente l'émission diffusée en live sur Twitch Laser Disc pour ARTE Creative

### YouTube

#### Le Club
Il crée, en parallèle de sa carrière de photographe, la chaîne Le Club avec Guilhem Malissen, sur laquelle ils proposent des émissions régulières comme Tu Tubes ?! et L'Hebdo du Club, centrées sur l'actualité d'internet, et couvrent des évènements culturels majeurs comme le Festival de Cannes ou le Festival South by Southwest à Austin aux États-Unis.

#### Chaîne personnelle
Il a également une chaîne personnelle, MrPierreLapin, sur laquelle il poste des sketches avec d'autres YouTubeurs, des vlogs, mais aussi chaque 1er janvier depuis 2015, des vidéos récapitulatives de son année composées d'une seconde par jour.

### Twitch
Grand fan de jeux vidéo depuis son enfance, Pierre Lapin crée sa chaîne Twitch en 2013 et propose d'abord des gameplay de jeux vidéo divers avant d'élargir son catalogue pour proposer du contenu moins centré sur le jeu vidéo (puzzle, Lego, montage de figurines Gundam, discussions diverses…).
Il inaugure en 2021 sur sa chaîne l'émission matinale Subculture, reprenant l'esprit du Club, centrée sur l'actualité d'internet et culturelle.

#### Téléthon Gaming
En 2017, il crée en partenariat avec France Télévision l’événement caritatif Téléthon Gaming, un évènement qui invite les streamers à récolter des dons au profit du Téléthon en créant leur propre cagnotte sur leur chaîne Twitch. C'est à la suite de cette première édition qu'il annonce être atteint d'une myopathie (dystrophie musculaire) de Becker. En 2019, toujours avec France TV, il crée l'évènement En avant l'e-spoir, une soirée sur la chaîne Twitch de France TV, qui invite des célébrités du web pour des jeux et activités dans le but de récolter des dons qui seront reversés au Téléthon.

#### 301 vues
Depuis 2020, il co-écrit et co-présente avec Cyprien Iov (et parfois aussi la streameuse Maghla), l'émission hebdomadaire 301 vues, sur la Web TV LeStream. Cette émission dans un style de talk-show, traite de l'actualité d'internet, notamment celle de YouTube et Twitch avec des célébrités de l'internet français comme le streamer Domingo ou la YouTubeuse Léna Situations, ou des artistes musicaux comme Pomme ou Clara Luciani.

#### Laser Disc
En 2021, il crée, coécrit et coprésente avec la streameuse Horty, une émission musicale bimensuelle mêlant les univers du streaming et de la musique nommée Laser Disc, sur la chaîne Twitch d'Arte, en partenariat avec La Blogothèque et Arte Concert. Lancée en septembre 2021, Laser Disc accueille un vendredi sur deux un streamer et une personnalité de la musique pour discuter de ces deux univers et propose un live de l'artiste musical en fin d'émission.